# Новое (Гуляйпольский район)
Новое (укр. Нове) — село,
Успеновский сельский совет,
Гуляйпольский район,
Запорожская область,
Украина.
Код КОАТУУ — 2321887503. Население по переписи 2001 года составляло 107 человек.

## Географическое положение
Село Новое находится на расстоянии в 1 км от села Новоуспеновское и в 3-х км от села Успеновка.
По селу протекает пересыхающий ручей с запрудами.